# Alogobotur

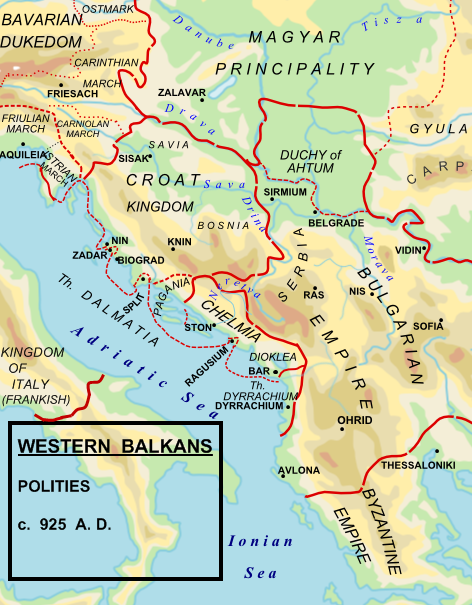
península balcánica en la década de 930

Alogobotur (en búlgaro: Aлогоботур) (muerto en 927) fue un comandante militar y noble búlgaro durante el reinado del zar Simeón el Grande (893-927). Probablemente fue un komit (duque) de una de las provincias de Bulgaria.
En 926 Alogobotur estaba al mando de una campaña contra los serbios que estaban conspirando con los bizantinos contra el Imperio búlgaro. Recibió entonces la orden de invadir el recién creado Reino de Croacia, que tenía una alianza con el Imperio Bizantino. Los serbios fueron derrotados fácilmente y huyeron a Croacia, pero la campaña tardía terminó con un desastre: el ejército búlgaro fue completamente derrotado en la Batalla de la Tierras Altas de Bosnia por los croatas bajo su rey Tomislav el 27 de mayo de 927. Alogobotur probablemente pereció en la batalla junto con la mayoría de sus soldados.